# Antônio Pizzonia
Antônio Reginaldo Pizzonia Júnior, född 11 september 1980 i Manaus, är en brasiliansk racerförare. Han kallas Jungle Boy, trots att hans födelseort är en modern storstad, i vilken han också numera bor. Pizzonia är gift med den brasilianska OS-mästarinnan i längdhopp Maurren Maggi och paret har en dotter, Sophia.

## Racingkarriär
Pizzonia tävlade i formel 1 för Jaguar Racing 2003.  Därefter blev han test- och reservförare för Williams under två säsonger.
Säsongen 2004 ersatte han Ralf Schumacher, som kraschat och skadat sig, i Tysklands, Ungerns, Belgiens och Italiens Grand Prix. 
Säsongen 2005 ersatte Pizzonia en skadad Nick Heidfeld i Italiens, Belgiens, Brasiliens, Japans och Kinas Grand Prix.
Pizzonia körde 2007 i GP2 men blev utbytt och tävlar nu i stockcar hemma i Brasilien.

## F1-karriär
| Säsong | Stall/Tillverkare | Poäng | Placering |
| ------ | ----------------- | ----- | --------- |
| 2003   | Jaguar-Ford       | 0     | –         |
| 2004   | Williams-BMW      | 6     | 15        |
| 2005   | Williams-BMW      | 2     | 22        |